# Discovery World
Discovery World var en TV-kanal som 2008 ersatte Discovery Civilisation i Discovery Channels utbud av kanaler. Innehållet skiljer sig dock inte så mycket från den föregående kanalen. Enligt ett pressmeddelande riktar sig kanalen till tittare som ständigt törstar efter kunskap.

## Ägare
Discovery Communications Inc. är världens ledande media- och underhållningsföretag inom dokumentärområdet. Discovery har utökat från sin första kanal, Discovery Channel som lanserades i USA 1985, till en nuvarande omfattning med verksamhet i över 170 länder och 1,4 miljarder tittare. Discovery Networks International omfattar 17 varumärken som når sammanlagt 670 miljoner tittare. I EMEA når 12 varumärken 173 miljoner tittare i 104 länder med program tillgängliga på 22 språk. Discovery Communications ägandeskap fördelas mellan fyra ägare: Discovery Holding Company (NASDAQ: DISCA, DISCB), Cox Communications, Inc., Advance/Newhouse Communications och John S. Hendricks, företagets grundare och styrelseordförande. 

## Distribution
Discovery Communication har flera olika nischade kanaler som sänder digitalt. I Sverige är följande kanaler tillgängliga: Animal Planet, Discovery World, Discovery Travel & Living, Discovery Science och Discovery HD. Discoverys kanaler finns på flera plattformar, däribland Com Hem, Canal Digital, Boxer och Tele2Vision. Alla nischkanalerna finns inte hos alla leverantörer. Störst spridning har, förutom huvudkanalen, Animal Planet som finns i det digitala marknätet via Boxer. Under april 2010 lanseras Det senaste kanaltilskottet Investigation Discovery på den svenska och nordiska marknaden. Hos vilka operatörer den kommer att finnas är ännu oklart.

## Programutbud
Discovery World innehåller program som bland annat handlar om historia, kultur, mystiska fenomen och brottsutredningar. Discovery World sänder många dokumäntärer om krig och vapen, något som även Discovery Civilisation gjorde.